# Micah Sanders
Micah Sanders är en rollfigur i NBC:s dramaserie Heroes som spelas av Noah Gray-Cabey. Han har förmågan att på olika sätt manipulera datorer och andra tekniska prylar.